# 太陽系探査の年表
太陽系探査の年表（たいようけいたんさのねんぴょう）は、太陽系探査を目的とする宇宙機の打ち上げ日の年表である。
なお、《 》内のミッションについてはまだ完了していない。史上初の成果であるものについては太字で示した。

## 1950年代
- 1957年

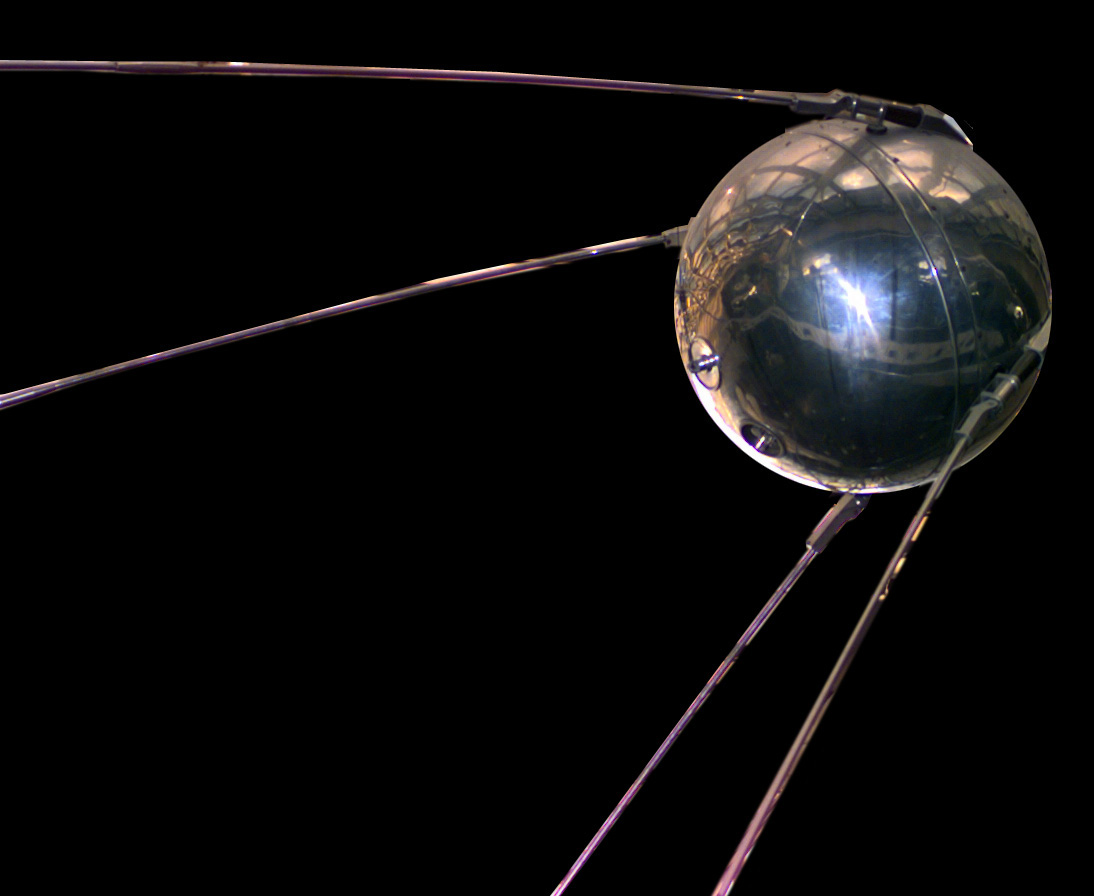
スプートニク1号
初の地球周回衛星

  - スプートニク1号 - 10月4日 - 初の地球周回衛星
  - スプートニク2号 - 11月3日 - 地球周回衛星
  - ヴァンガードTV3 - 12月6日 - 地球周回衛星に挑戦（打ち上げ失敗）
- 1958年
  - エクスプローラー1号 - 2月1日 - 地球周回衛星
  - ヴァンガード1号 - 3月17日 - 地球周回衛星
  - パイオニア0号 - 8月17日 - 月周回衛星に挑戦（打ち上げ失敗）
  - ルナ1958A - 9月23日 - 月衝突に挑戦?（打ち上げ失敗）
  - パイオニア1号 - 10月11日 - 月周回軌道に挑戦（打ち上げ失敗）
  - ルナ1958B - 10月12日 - 月衝突に挑戦?（打ち上げ失敗）
  - パイオニア2号 - 11月8日 - 月周回軌道に挑戦（打ち上げ失敗）
  - ルナ1958C - 12月4日 - 月衝突に挑戦?（打ち上げ失敗）
  - パイオニア3号 - 12月6日 - 月近傍通過に挑戦（打ち上げ失敗）

- 1959年
  - ルナ1号 - 1月2日 - 月近傍通過（月衝突に挑戦?）初の月近傍通過
  - パイオニア4号 - 3月3日 - 月近傍通過
  - ルナ1959A - 6月16日 - 月衝突に挑戦?（打ち上げ失敗）
  - ルナ2号 - 9月12日 - 初の月衝突
  - ルナ3号 - 10月4日 - 月近傍通過
  - パイオニアP-3 - 11月26日 - 月周回に挑戦（打ち上げ失敗）

## 1960年代
- 1960年
  - ルナ1960A - 4月15日 - 月近傍通過に挑戦（打ち上げ失敗）
  - ルナ1960B - 4月18日 - 月近傍通過に挑戦（打ち上げ失敗）
  - パイオニアP-30 - 9月25日 - 月周回に挑戦（打ち上げ失敗）
  - マルスニク1号 (Mars 1960A) - 10月10日 - 火星近傍通過に挑戦（打ち上げ失敗）
  - マルスニク2号 (Mars 1960B) - 10月14日 - 火星近傍通過に挑戦（打ち上げ失敗）
  - パイオニアP-31 - 12月15日 - 月周回に挑戦（打ち上げ失敗）

- 1961年

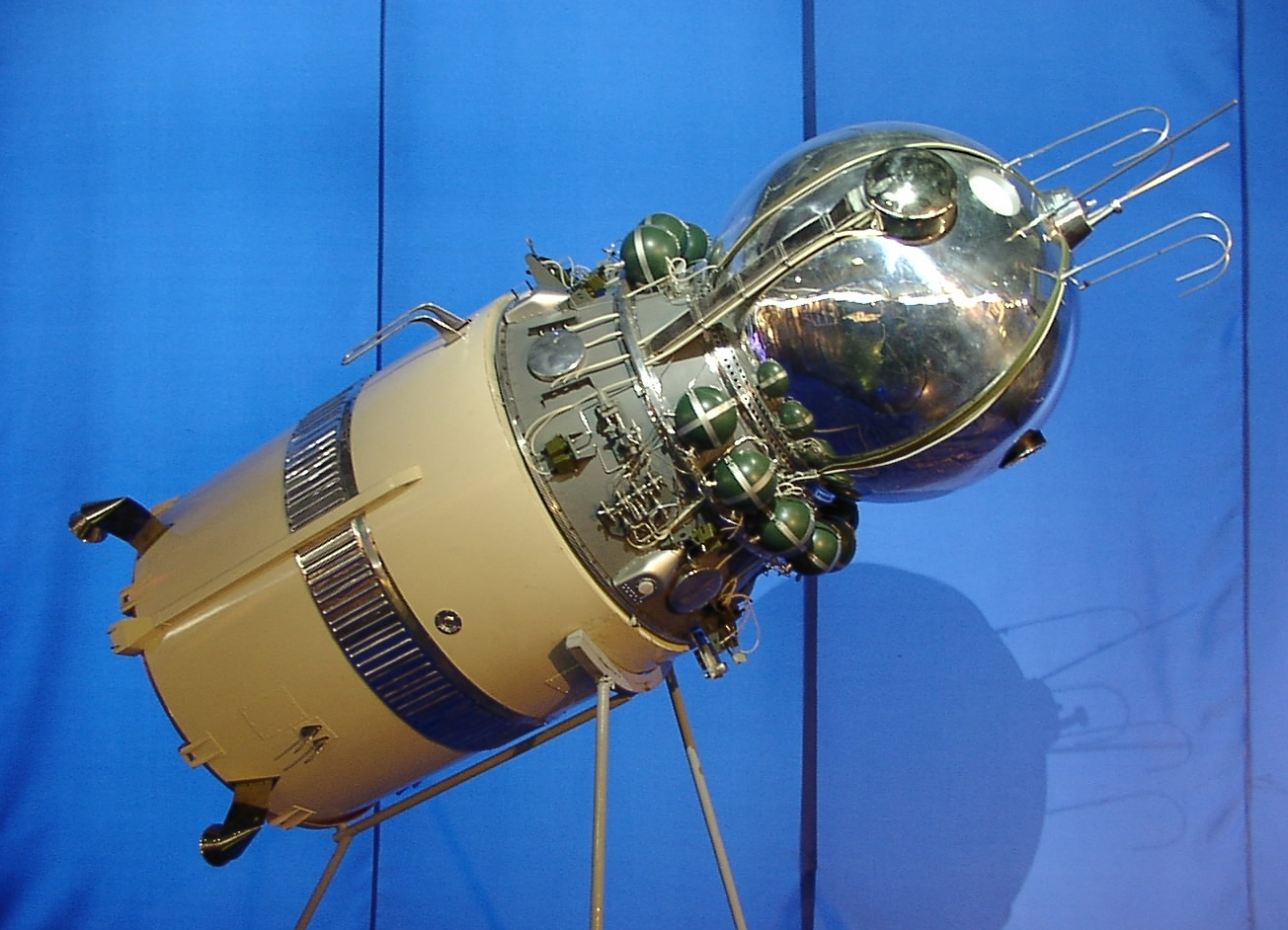
ボストーク1号
初の有人地球周回衛星

  - スプートニク7号 - 2月4日 - 金星衝突に挑戦
  - ベネラ1号 - 2月12日 - 金星近傍通過（通信途絶）
  - ボストーク1号 - 4月12日 - 初の有人地球周回宇宙船
  - レインジャー1号 - 8月23日 - 月探査機試験飛行
  - レインジャー2号 - 11月18日 - 月探査機試験飛行

- 1962年

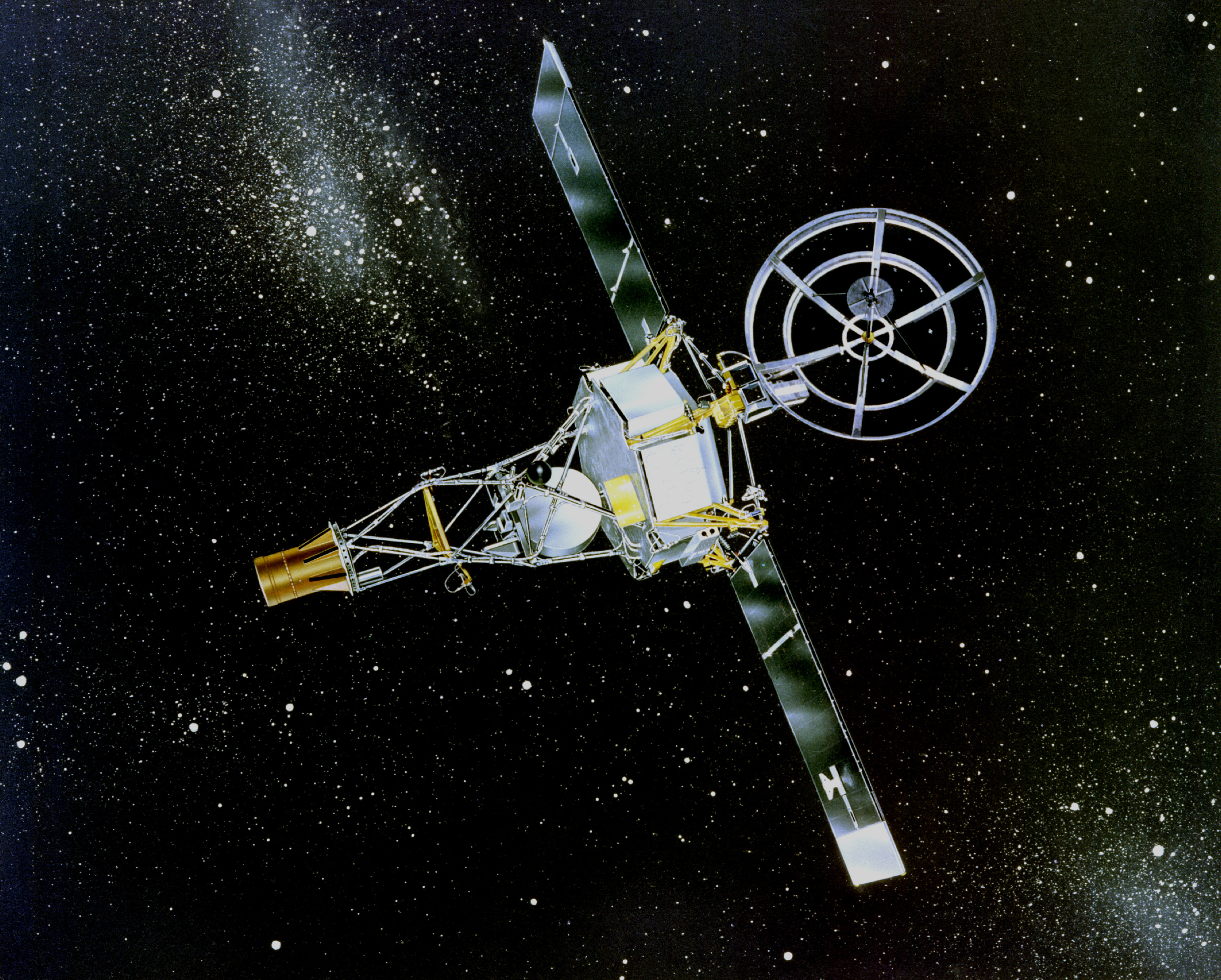
マリナー2号
初の金星近傍通過

  - レインジャー3号 - 1月26日 - 月衝突に挑戦
  - レインジャー4号 - 4月23日 - 月衝突
  - マリナー1号 - 7月22日 - 金星近傍通過に挑戦（打ち上げ失敗）
  - スプートニク19号 - 8月25日 - 金星近傍通過に挑戦
  - マリナー2号 - 8月27日 - 初の金星近傍通過に成功 / 初の惑星探査
  - スプートニク20号 - 1 1962年9月日 - 金星近傍通過に挑戦
  - スプートニク21号 - 12 1962年9月日 - 金星近傍通過に挑戦
  - レインジャー5号 - 10月18日 - 月衝突に挑戦
  - スプートニク22号 - 10月24日 - 火星近傍通過に挑戦
  - マルス1号 - 11月1日 - 火星近傍通過（通信途絶）
  - スプートニク24号 - 11月4日 - 火星着陸に挑戦
- 1963年
  - スプートニク25号 - 1月4日 - 月着陸に挑戦
  - ルナ1963B - 2月2日 - 月着陸に挑戦（打ち上げ失敗）
  - ルナ4号 - 4月2日 - 月着陸に挑戦
  - コスモス21号 - 11月11日 - ベネラ試験飛行?

- 1964年

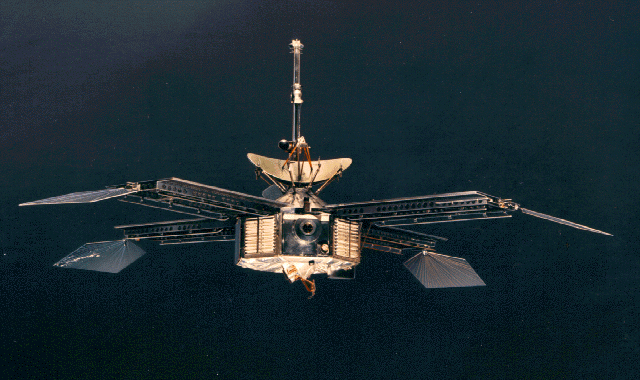
マリナー4号
初の火星近傍通過

  - レインジャー6号 - 1月30日 - 月衝突（撮影失敗）
  - ベネラ1964A - 2月19日 - 金星近傍通過に挑戦（打ち上げ失敗）
  - ベネラ1964B - 3月1日 - 金星近傍通過に挑戦（打ち上げ失敗）
  - ルナ1964A - 3月21日 - 月着陸に挑戦（打ち上げ失敗）
  - コスモス27号 - 3月27日 - 金星近傍通過に挑戦
  - ゾンド1号 - 4月2日 - 金星近傍通過（通信途絶）
  - ルナ1964B - 4月20日 - 月着陸に挑戦（打ち上げ失敗）
  - ゾンド1964A - 6月4日 - 月近傍通過に挑戦（打ち上げ失敗）
  - レインジャー7号 - 7月28日 - 月衝突
  - マリナー3号 - 11月5日 - 火星近傍通過に挑戦
  - マリナー4号 - 11月28日 - 初の火星近傍通過
  - ゾンド2号 - 11月30日 - 火星近傍通過（通信途絶）

- 1965年
  - レインジャー8号 - 2月17日 - 月衝突
  - コスモス60号 - 3月12日 - 月着陸に挑戦
  - レインジャー9号 - 3月21日 - 月衝突
  - ルナ1965A - 4月10日 - 月着陸に挑戦?（打ち上げ失敗）
  - ルナ5号 - 5月9日 - 月衝突（月面軟着陸に挑戦）
  - ルナ6号 - 6月8日 - 月着陸に挑戦
  - ゾンド3号 - 7月18日 - 月近傍通過
  - ルナ7号 - 10月4日 - 月衝突（月面軟着陸に挑戦）
  - ベネラ2号 - 11月12日 - 金星近傍通過（通信途絶）
  - ベネラ3号 - 11月16日 - 金星着陸機（通信途絶） 初の金星衝突
  - コスモス96号 - 11月23日 - 金星着陸に挑戦?
  - ベネラ1965A - 11月23日 - 金星近傍通過に挑戦（打ち上げ失敗）
  - ルナ8号 - 12月3日 - 月衝突（月面軟着陸に挑戦?）

- 1966年
  - ルナ9号 - 1月31日 - 初の月着陸機
  - コスモス111号 - 3月1日 - 月周回に挑戦?
  - ルナ10号 - 3月31日 - 初の月周回機
  - ルナ1966A - 4月30日 - 月周回に挑戦?（打ち上げ失敗）
  - サーベイヤー1号 - 5月30日 - 月着陸機
  - エクスプローラー33号 - 7月1日 - 月周回に挑戦
  - ルナ・オービター1号 - 8月10日 - 月周回機
  - ルナ11号 - 8月24日 - 月周回機
  - サーベイヤー2号 - 9月20日 - 月着陸に挑戦
  - ルナ12号 - 10月22日 - 月周回機
  - ルナ・オービター2号 - 11月6日 - 月周回機
  - ルナ13号 - 12月21日 - 月着陸機

- 1967年

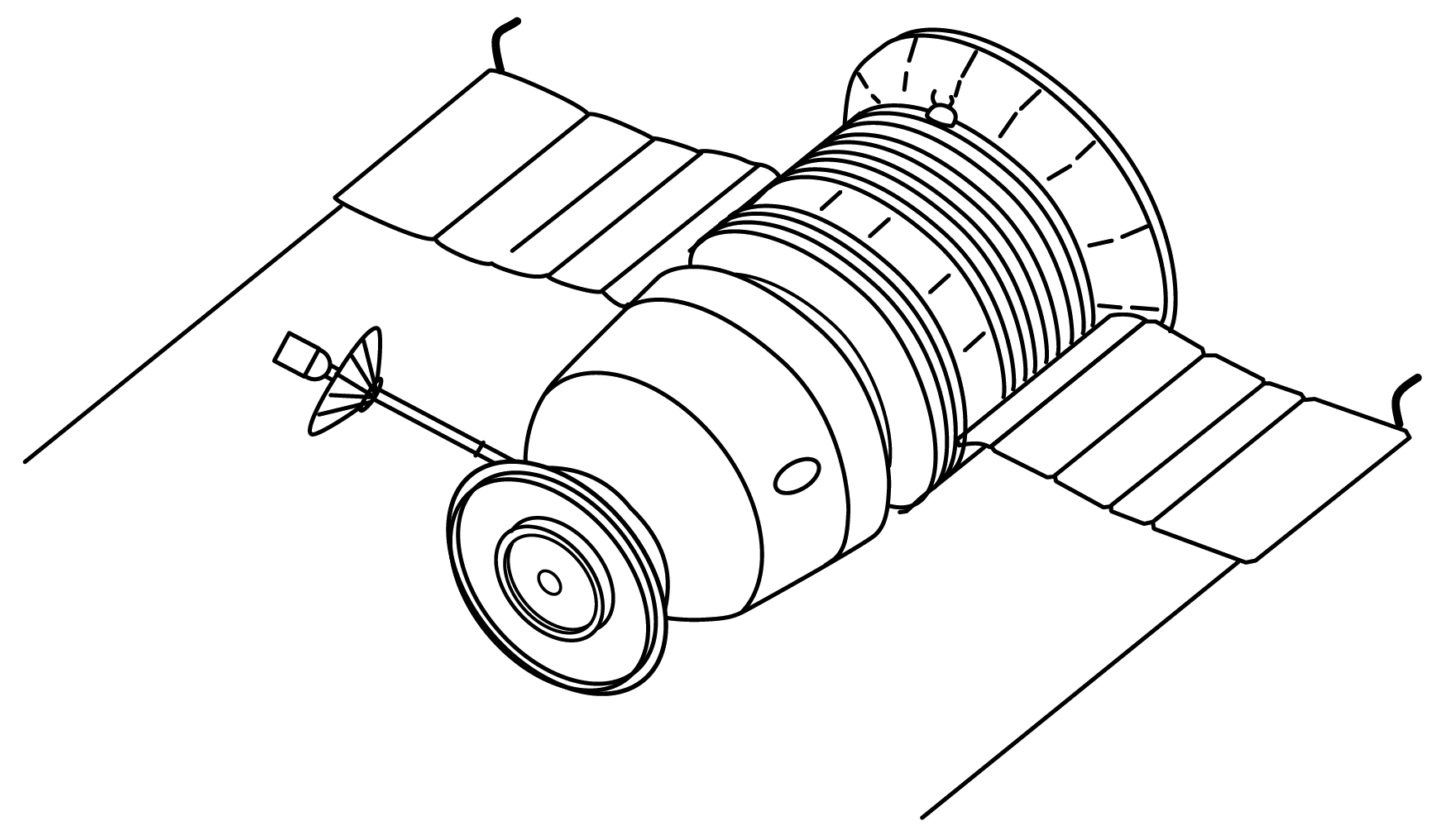
ゾンド5号
初の近傍通過および地球へ帰還

  - ルナ・オービター3号 - 2月4日 - 月周回機
  - サーベイヤー3号 - 4月17日 - 月着陸機
  - ルナ・オービター4号 - 5月8日 - 月周回機
  - ベネラ4号 - 6月12日 - 初の金星大気圏突入機
  - マリナー5号 - 6月14日 - 金星近傍通過
  - コスモス167号 - 6月17日 - 金星突入に挑戦
  - サーベイヤー4号 - 7月17日 - 月着陸に挑戦
  - エクスプローラー35号 (IMP-E) - 7月19日 - 月周回機
  - ルナ・オービター5号 - 8月1日 - 月周回機
  - サーベイヤー5号 - 9月8日 - 月着陸機
  - ゾンド1967A - 9月28日 - 月探査機試験飛行（打ち上げ失敗）
  - サーベイヤー6号 - 11月7日 - 月着陸機
  - ゾンド1967B - 11月22日 - 月探査機試験飛行（打ち上げ失敗）

- 1968年

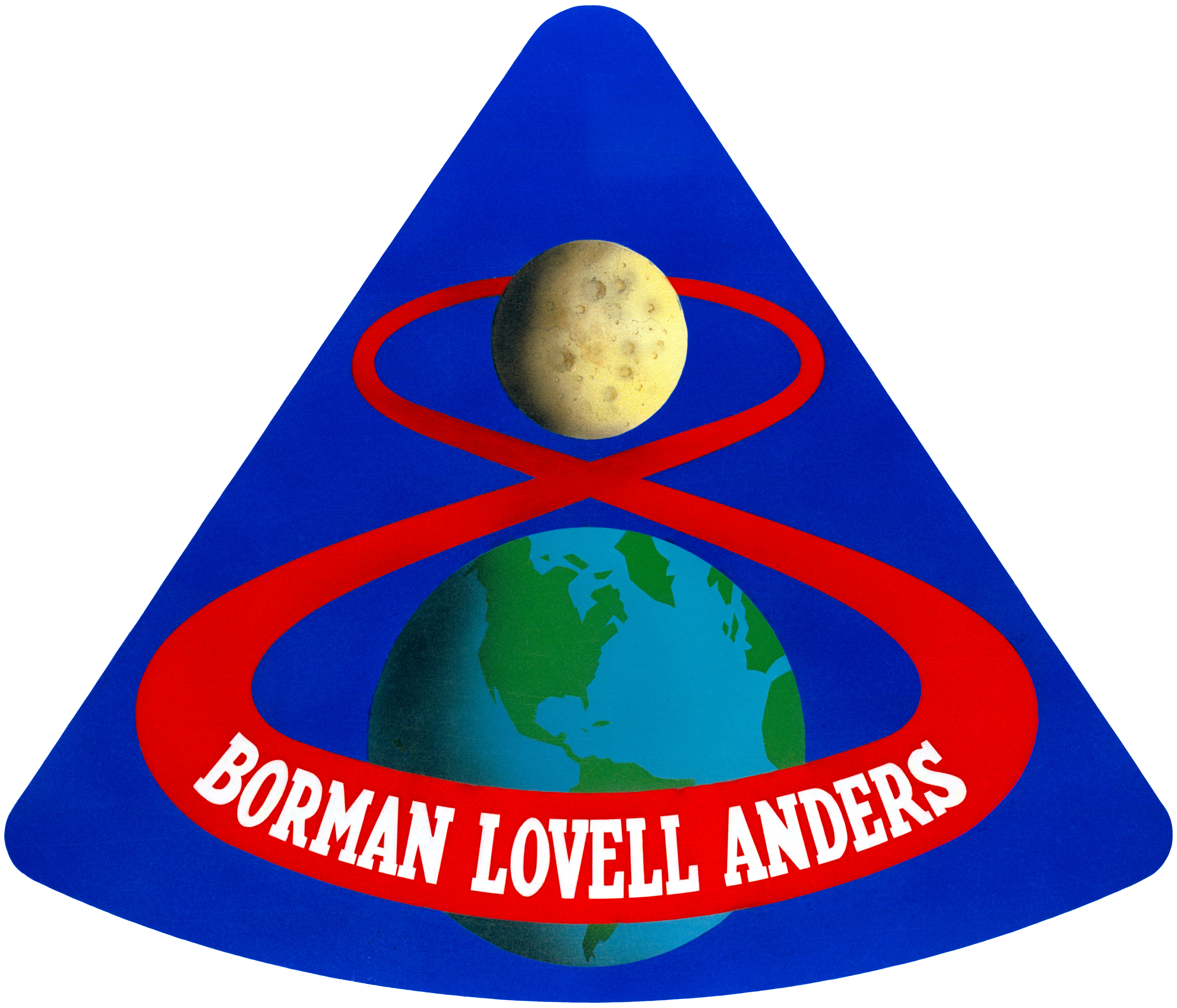
アポロ8号
初の有人月周回機

  - サーベイヤー7号 - 1月7日 - 月着陸機
  - ルナ1968A - 2月7日 - 月探査に挑戦（打ち上げ失敗）
  - ゾンド4号 - 3月2日 - 試験飛行
  - ルナ14号 - 4月7日 - 月探査機
  - ゾンド1968A - 4月23日 - 月探査機試験飛行?（打ち上げ失敗）
  - ゾンド5号 - 9月15日 - 初の月近傍通過および地球へ帰還
  - ゾンド6号 - 11月10日 - 月近傍通過および地球へ帰還
  - アポロ8号 - 12月21日 - 初の有人月周回機

- 1969年

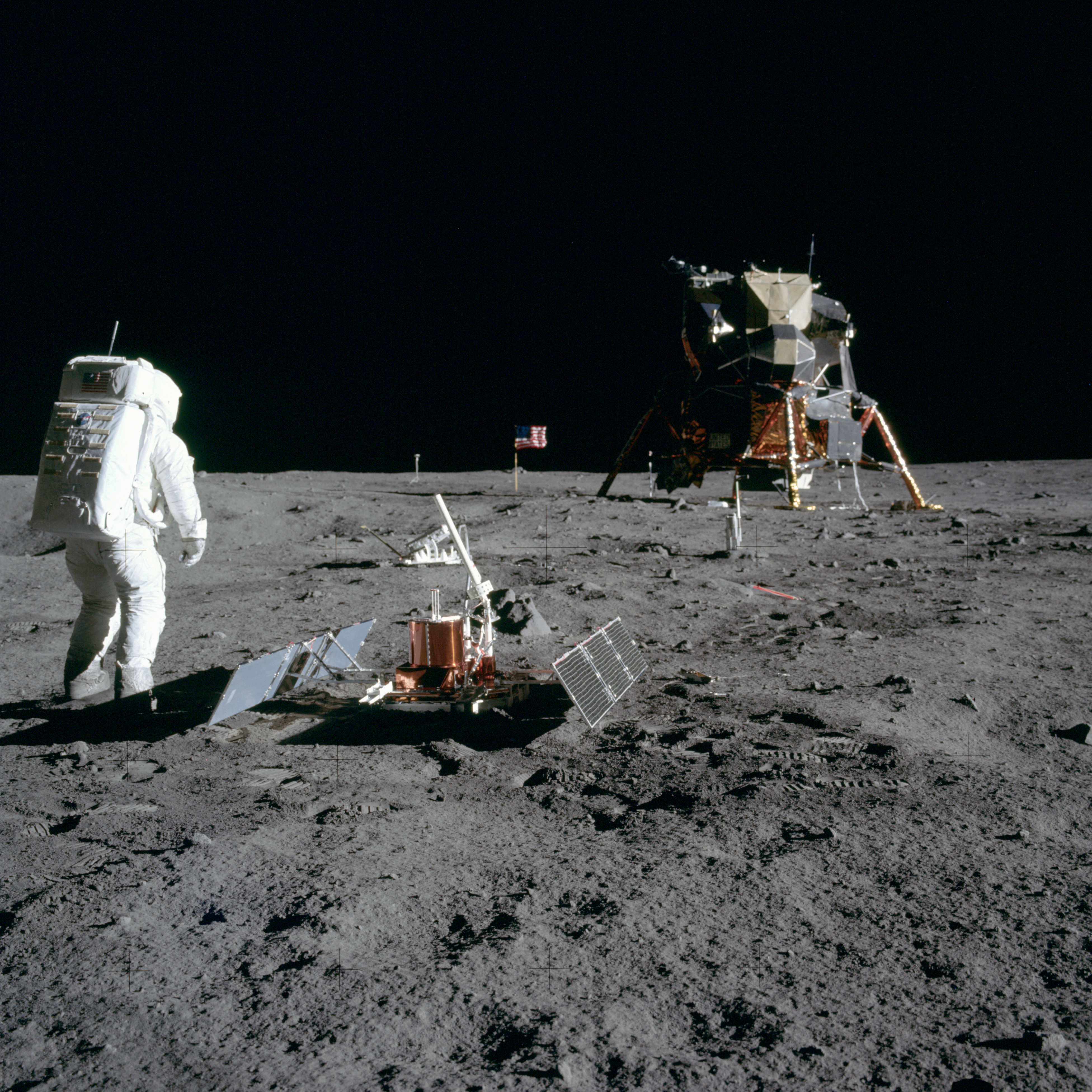
アポロ11号
初の有人月面着陸

  - ベネラ5号 - 1月5日 - 金星突入機
  - ベネラ6号 - 1月10日 - 金星突入機
  - ゾンド1969A - 1月20日 - 月近傍通過および帰還に挑戦（打ち上げ失敗）
  - ルナ1969A - 2月19日 - 月探査車に挑戦?（打ち上げ失敗）
  - ゾンドL1S-1 - 2月21日 - 月周回に挑戦（打ち上げ失敗）
  - マリナー6号 - 2月25日 - 火星近傍通過
  - アポロ9号 - 3月3日 - 有人月面着陸機 (LEM) 試験飛行
  - マリナー7号 - 3月27日 - 火星近傍通過
  - マルス1969A - 3月27日 - 火星着陸に挑戦（打ち上げ失敗）
  - マルス1969B - 4月2日 - 火星着陸に挑戦（打ち上げ失敗）
  - ルナ1969B - 4月15日 - 月サンプルリターンに挑戦?（打ち上げ失敗）
  - アポロ10号 - 5月18日 - 有人月周回機
  - ルナ1969C - 6月14日 - 月サンプルリターンに挑戦?（打ち上げ失敗）
  - ゾンドL1S-2 - 7月3日 - 月周回に挑戦（打ち上げ失敗）
  - ルナ15号 - 7月13日 - 月周回機（月着陸に挑戦?）
  - アポロ11号 - 7月16日 - 初の有人月面着陸
  - ゾンド7号 - 8月7日 - 月近傍通過および地球へ帰還
  - コスモス300号 - 9月23日 - 月サンプルリターンに挑戦?
  - コスモス305号 - 10月22日 - 月サンプルリターンに挑戦?
  - アポロ12号 - 11月14日 - 有人月面着陸

## 1970年代
- 1970年
  - ルナ1970A - 2月6日 - 月サンプルリターンに挑戦?（打ち上げ失敗）
  - ルナ1970B - 2月19日 - 月周回に挑戦?（打ち上げ失敗）
  - アポロ13号 - 4月11日 - 有人月近傍通過および地球への帰還（有人月面着陸中止）
  - ベネラ7号 - 8月17日 - 初の金星着陸機
  - コスモス359号 - 8月22日 - 金星突入に挑戦
  - ルナ16号 - 9月12日 - 初の無人月サンプルリターン
  - ゾンド8号 - 10月20日 - 月近傍通過および地球へ帰還
  - ルナ17号 / ルノホート1号 - 11月10日 - 初の無人月面車
- 1971年
  - アポロ14号 - 1月31日 - 有人月面着陸
  - マリナー8号 - 5月8日 - 火星着陸に挑戦（打ち上げ失敗）
  - コスモス419号 - 5月10日 - 火星周回 / 着陸に挑戦
  - マルス2号 - 5月19日 - 火星着陸に挑戦 / 初の火星衝突
  - マルス3号 - 5月28日 - 初の火星着陸機および初の火星大気探査機
  - マリナー9号 - 5月30日 - 初の火星周回機
  - アポロ15号 - 7月26日 - 有人月面着陸
  - ルナ18号 - 9月2日 - 月サンプルリターンに挑戦
  - ルナ19号 - 9月28日 - 月周回機
- 1972年
  - ルナ20号 - 2月14日 - 月サンプルリターン
  - パイオニア10号 - 3月3日 - 初の木星近傍通過および初の太陽系脱出
  - ベネラ8号 - 3月27日 - 金星突入機
  - コスモス482号 - 3月31日 - 金星突入に挑戦
  - アポロ16号 - 4月16日 - 有人月面着陸
  - アポロ16号 - 4月16日 - 有人月面着陸
  - ソユーズL3 - 11月23日 - 月周回に挑戦（打ち上げ失敗）
  - アポロ17号 - 12月7日 - 最後の有人月面着陸
- 1973年
  - ルナ21号 / ルノホート2号 - 1月8日 - 無人月面車
  - パイオニア11号 - 4月5日 - 木星近傍通過 / 初の土星近傍通過および太陽系脱出
  - スカイラブ - 5月14日 - 有人地球周回宇宙ステーション
  - エクスプローラー49号 (RAE-B) - 6月10日 - 月周回機 / 電波天文学観測機
  - マルス4号 - 7月21日 - 火星近傍通過（火星着陸に挑戦）
  - マルス5号 - 7月25日 - 火星周回機
  - マルス6号 - 8月5日 - 火星着陸機（通信途絶）
  - マルス7号 - 8月9日 - 火星近傍通過（火星着陸に挑戦）
  - マリナー10号 - 11月4日 - 金星近傍通過 / 初の水星近傍通過
- 1974年
  - ルナ22号 - 6月2日 - 月周回機
  - ルナ23号 - 10月28日 - 月サンプルリターンに挑戦
- 1975年
  - ベネラ9号 - 6月8日 - 初の金星周回機および着陸機
  - ベネラ10号 - 6月14日 - 金星周回機および着陸機
  - バイキング1号 - 8月20日 - 火星周回機および着陸機
  - バイキング2号 - 9月9日 - 火星周回機および着陸機
  - ルナ1975A - 10月16日 - 月サンプルリターンに挑戦?
- 1976年
  - ヘリオス2号 - 1月15日 - 太陽に最接近
  - ルナ24号 - 8月9日 - 月サンプルリターン
- 1977年
  - ボイジャー2号 - 8月20日 - 木星 / 土星 / 初の天王星 / 初の海王星近傍通過および太陽系脱出
  - ボイジャー1号 - 9月5日 - 木星 / 土星近傍通過および太陽系脱出
- 1978年
  - パイオニア・ビーナス1号 - 5月20日 - 金星周回機
  - パイオニア・ビーナス2号 - 8月8日 - 金星突入機
  - /国際彗星探査機 - 8月12日 - ジャコビニ・ツィナー彗星およびハレー彗星近傍通過 / 初の彗星近傍通過
  - ベネラ11号 - 9月9日 - 金星周回機および着陸機
  - ベネラ12号 - 9月14日 - 金星周回機および着陸機
- 1979年

## 1980年代
- 1981年
  - ベネラ13号 - 10月30日 - 金星周回機および着陸機
  - ベネラ14号 - 11月4日 - 金星周回機および着陸機
- 1983年
  - ベネラ15号 - 6月2日 - 金星周回機
  - ベネラ16号 - 6月7日 - 金星周回機
- 1984年
  - ベガ1号 - 12月15日 - 金星着陸機および気球 / ハレー彗星近傍通過
  - ベガ2号 - 12月21日 - 金星着陸機および気球 / ハレー彗星近傍通過
- 1985年
  - さきがけ - 1月7日 - ハレー彗星近傍通過
  - ジオット - 7月2日 - ハレー彗星近傍通過
  - すいせい (Planet-A) - 8月18日 - ハレー彗星近傍通過
- 1986年
- 1987年
- 1988年
  - フォボス1号 - 7月7日 - 火星周回およびフォボス着陸に挑戦
  - フォボス2号 - 7月12日 - 火星周回機 / フォボス着陸に挑戦
- 1989年
  - マゼラン - 5月4日 - 金星周回機
  - ガリレオ - 10月18日 - 初の小惑星近傍通過、初の小惑星の衛星発見、初の木星周回機および初の木星大気圏突入機

## 1990年代
- 1990年
  - ひてん - 1月24日 - 月の近傍通過および周回機
  - ハッブル宇宙望遠鏡 - 4月25日 - 地球周回宇宙観測機
  - /ユリシーズ - 10月6日 - 木星近傍通過および太陽極軌道探査機
- 1991年
- 1992年
  - マーズ・オブサーバー - 9月25日 - 火星着陸に挑戦（通信途絶）
- 1993年
- 1994年
  - クレメンタイン - 1月25日 - 月周回機 / 小惑星近傍通過に挑戦
- 1995年
  - /《SOHO - 12月2日 - 太陽観測機》
- 1996年
  - NEAR - 2月17日 -初の地球近傍天体近傍通過、初の小惑星周回衛星および初の小惑星着陸 - エロス探査機
  - マーズ・グローバル・サーベイヤー - 11月7日 - 火星周回機
  - マルス96 - 11月16日 - 火星周回 / 着陸に挑戦
  - マーズ・パスファインダー - 12月4日 - 火星着陸機および初の火星探査車
- 1997年
  - 《カッシーニ・ホイヘンス - 10月15日》 - 初の土星周回機、初のタイタン着陸機
  - AsiaSat3 / HGS-1 - 12月24日 - 月近傍通過
- 1998年
  - ルナ・プロスペクター - 1月7日 - 月周回機
  - のぞみ (Planet-B) - 7月3日 - 火星探査機（火星周回軌道投入に失敗）
  - ディープ・スペース1号 (DS1) - 10月24日 - 小惑星および彗星近傍通過
  - マーズ・クライメイト・オービター - 12月11日 - 火星着陸に挑戦
- 1999年
  - マーズ・ポーラー・ランダー - 1月3日 - 火星着陸に挑戦
  - ディープ・スペース2号 (DS2) - 1月3日 - 火星地表面突入に挑戦
  - スターダスト - 2月7日 - 初の彗星からのサンプルリターン（ヴィルト第2彗星）

## 2000年代
- 2000年
- 2001年
  - 2001マーズ・オデッセイ - 4月7日 - 火星周回機
  - ジェネシス - 8月8日 - 初の太陽風サンプルリターン
- 2002年
  - CONTOUR - 7月3日 - 3つの彗星核の近傍通過に挑戦（通信途絶）
- 2003年
  - はやぶさ - 5月9日 - 小惑星イトカワ着陸・離陸および初の小惑星サンプルリターン
  - 《MER・スピリット - 6月10日 - 火星探査車》
  - 《MER・オポチュニティ - 7月7日 - 火星探査車》
  - 《マーズ・エクスプレス - 6月1日 - 火星周回機》 / 着陸に挑戦
  - スマート1 - 9月27日 - 月周回機
- 2004年
  - ロゼッタ - 3月2日 - 小惑星近傍通過、彗星周回機および着陸機（2014年8月チュリュモフ・ゲラシメンコ彗星到着）
  - メッセンジャー - 8月3日 - 水星周回機（2011年3月18日到着）
- 2005年
  - ディープ・インパクト - 1月12日 - 初の彗星衝突（テンペル第1彗星）
延長ミッション「エポキシ」により、2010年11月にハートレー第2彗星近傍を通過
  - 《マーズ・リコネッサンス・オービター - 8月12日 - 火星周回機》
  - 《ビーナス・エクスプレス - 11月9日 - 金星極軌道周回機》
- 2006年
  - ニュー・ホライズンズ - 1月19日 - 初の冥王星 / カロン近傍通過（2015年7月14日）・カイパーベルト天体 2014 MU69近傍通過予定（2019年）および太陽系脱出予定
  - 《ひので - 9月22日 - 太陽探査機》
  - 《STEREO - 10月26日 - 2機の太陽探査機》
- 2007年
  - フェニックス - 8月4日 - 火星極着陸機
  - かぐや - 9月14日 - 月周回機
  - 《ドーン - 9月27日 - ケレスおよびベスタ周回機（2011年ベスタ到着、2015年ケレス到着）》
  - 嫦娥1号 - 10月24日 - 月周回機
- 2008年
  - チャンドラヤーン1号 - 10月22日 - 月周回機
- 2009年
  - 《ルナー・リコネサンス・オービター》 / エルクロス - 6月18日 - 《月極軌道周回機》および月衝突機

## 2010年代
- 2010年
  - 《ソーラー・ダイナミクス・オブザーバトリー》 - 2月11日 - 太陽の継続モニタリング
  - 《あかつき》 - 5月21日 - 金星周回機
  - 《ピカード》 - 6月15日 - 太陽探査機
  - 《嫦娥2号》 - 10月1日 - 月周回機、小惑星トータティスのフライバイ観測

- 2011年
  - 《ジュノー》 - 8月5日 - 木星周回機
  - 《グレイル》 - 9月10日 - 2機の月周回機
  - フォボス・グルント - 11月9日 - フォボスからのサンプルリターン、火星周回に挑戦（地球軌道離脱失敗）
  - 蛍火1号 - 11月9日 - 火星周回機 / フォボス・グルントに相乗り（失敗）
  - 《マーズ・サイエンス・ラボラトリー》 - 11月26日 - 火星探査車
- 2012年
  - 放射線帯嵐探査機（RBSP） - 8月30日 - ヴァン・アレン帯の研究
- 2013年
  - IRIS - 6月27日 - 太陽探査機
  - LADEE - 9月6日 - 月周回機
  - ひさき - 9月14日 - 惑星分光観測衛星
  - マーズ・オービター・ミッション - 11月5日 - 火星周回機
  - メイヴン - 11月 - 火星周回機
  - 嫦娥3号 - 12月1日 - 中国の月探査において初めて月面軟着陸を達成した
- 2014年
  - 嫦娥5号T1 - 10月23日 - 月探査試験機
  - はやぶさ2 - 12月3日 - 小惑星リュウグウへの着陸及びサンプルリターン
  - PROCYON - 12月3日 - 小惑星探査機「はやぶさ２」の相乗り小型副ペイロード
- 2015年
  - DSCOVR - 2月11日 - 太陽探査機
  - アストロサット - 9月28日 - 宇宙観測
- 2016年
  - OSIRIS-REx - 9月8日 - 小惑星ベンヌの詳細観測及びサンプルリターン

## 予定または計画中
- 2017年
  - 不明 - 2017年度中 - 中国の無人月サンプルリターン
- 2018年
  - /マーズ・サンプルリターン・ミッション - 2018年度中 - NASA / ESA 火星サンプルリターン
- 2019年
  - アメリカの有人月着陸 - オリオン使用
- 2025年
  - ベネラ-D - ロシアの金星周回機

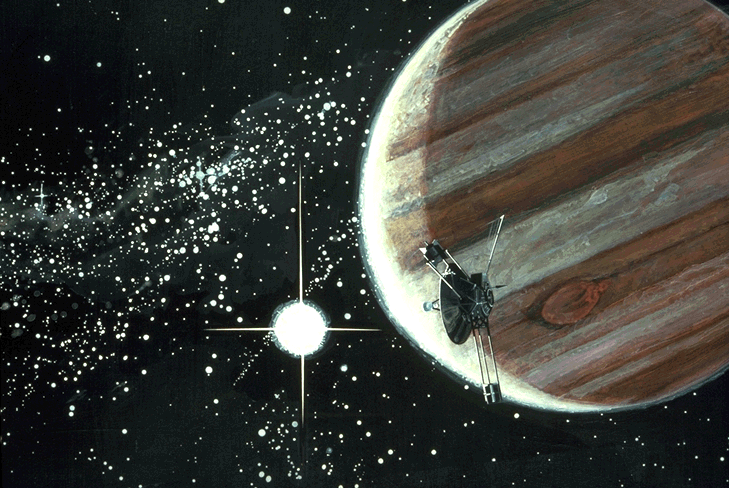
パイオニア10号 初の木星近傍通過 初の太陽系を脱出した人工物
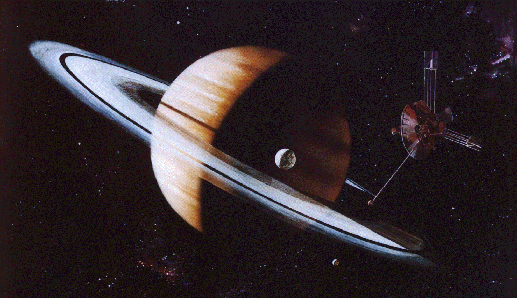
パイオニア11号 初の土星近傍通過
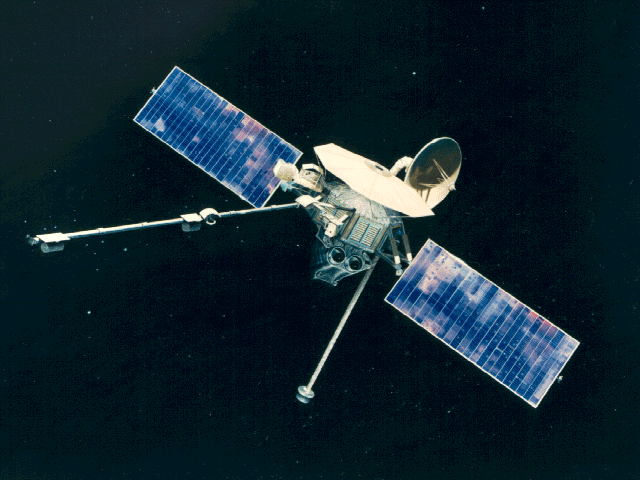
マリナー10号 初の水星近傍通過
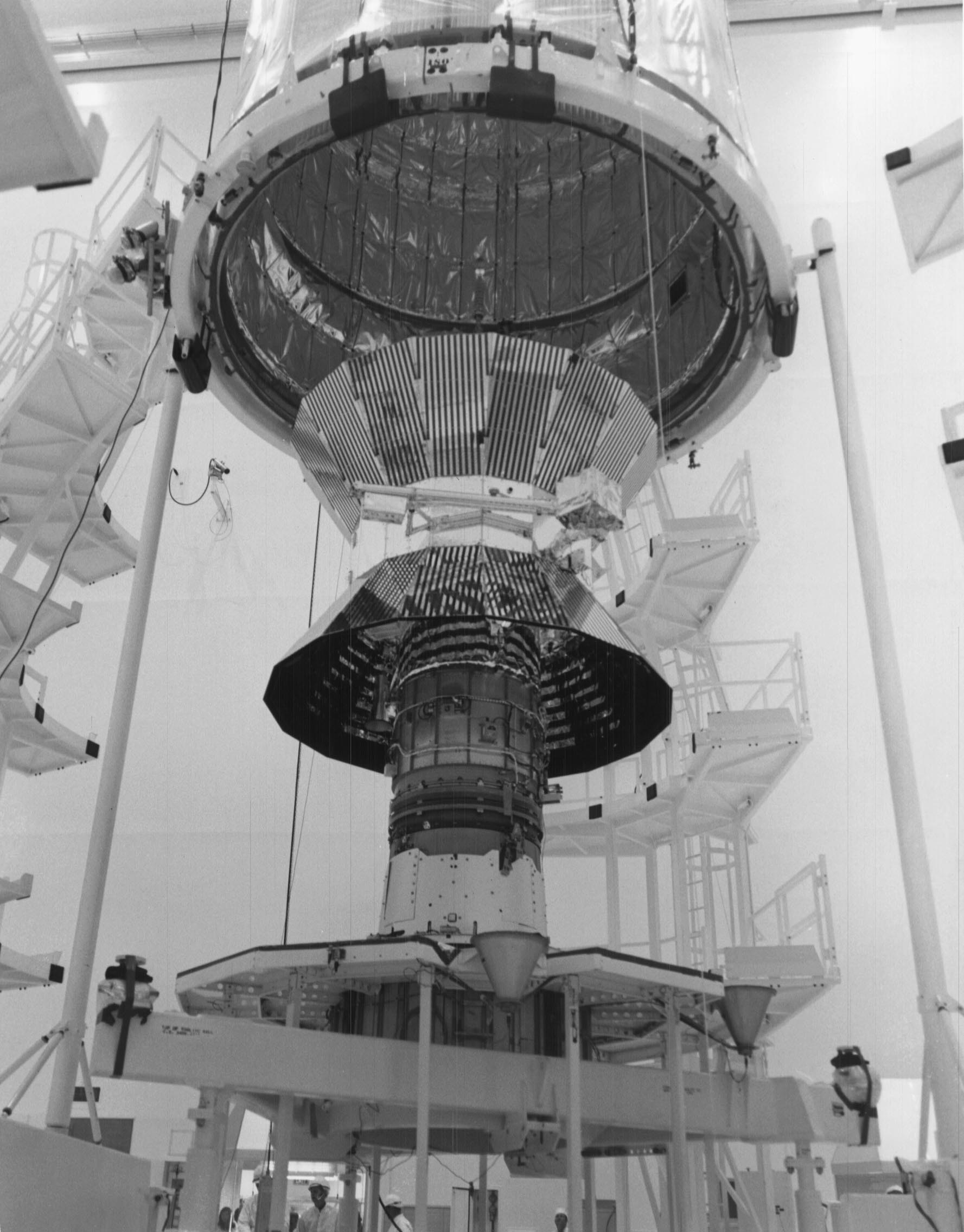
ヘリオス2号 太陽に最接近
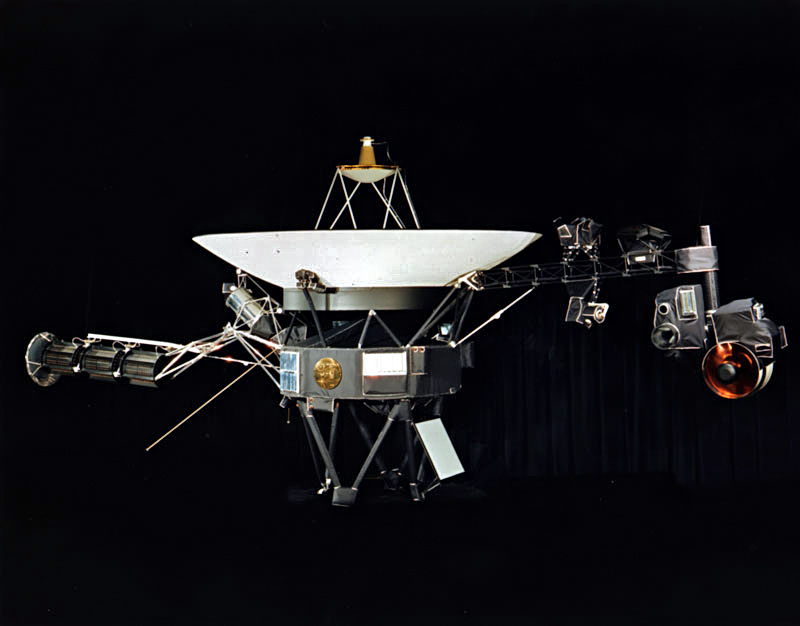
ボイジャー2号 初の天王星近傍通過 初の海王星近傍通過
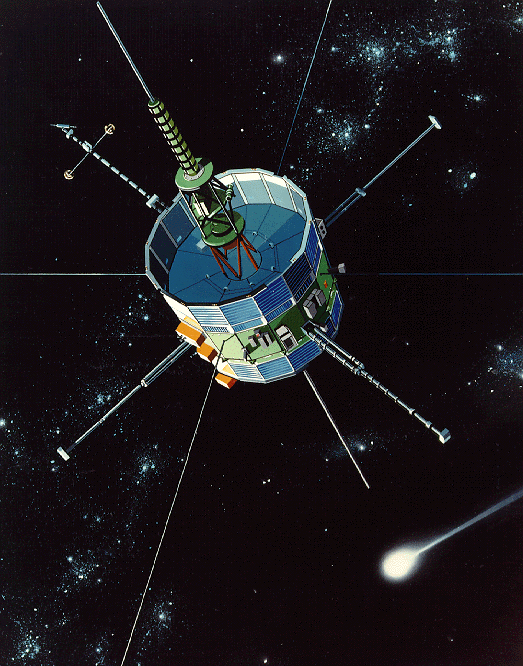
ISEE-3/ICE 初の彗星近傍通過
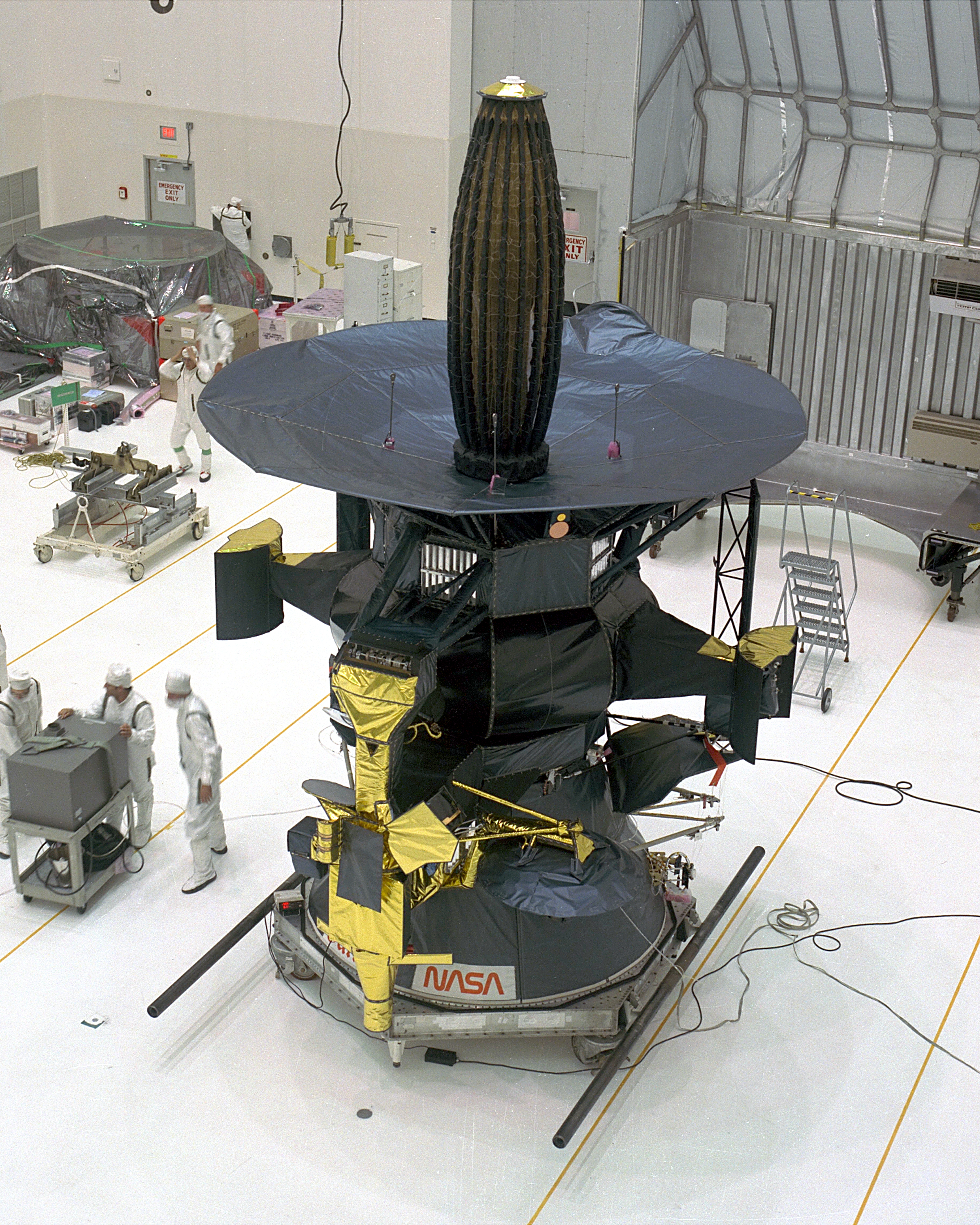
ガリレオ 初の小惑星近傍通過 初の小惑星の月を発見 初の木星周回衛星 初の木星大気圏突入機
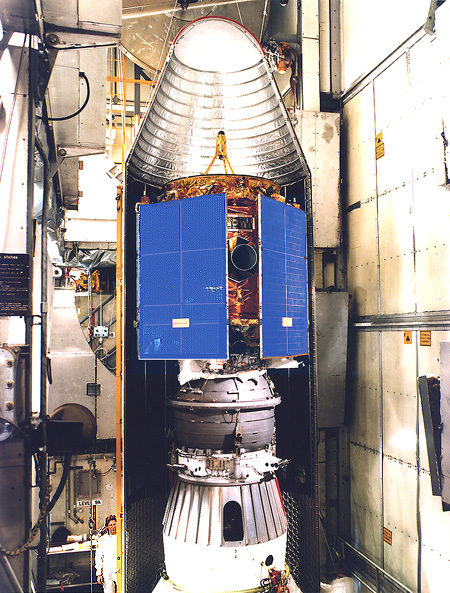
NEARシューメーカー 初の地球近傍天体の近傍通過 初の小惑星探査機 初の小惑星着陸
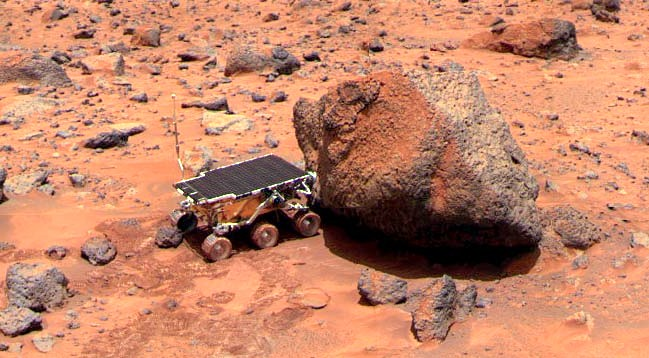
マーズ・パスファインダー 初の成功した火星探査車
カッシーニ 初の土星周回機
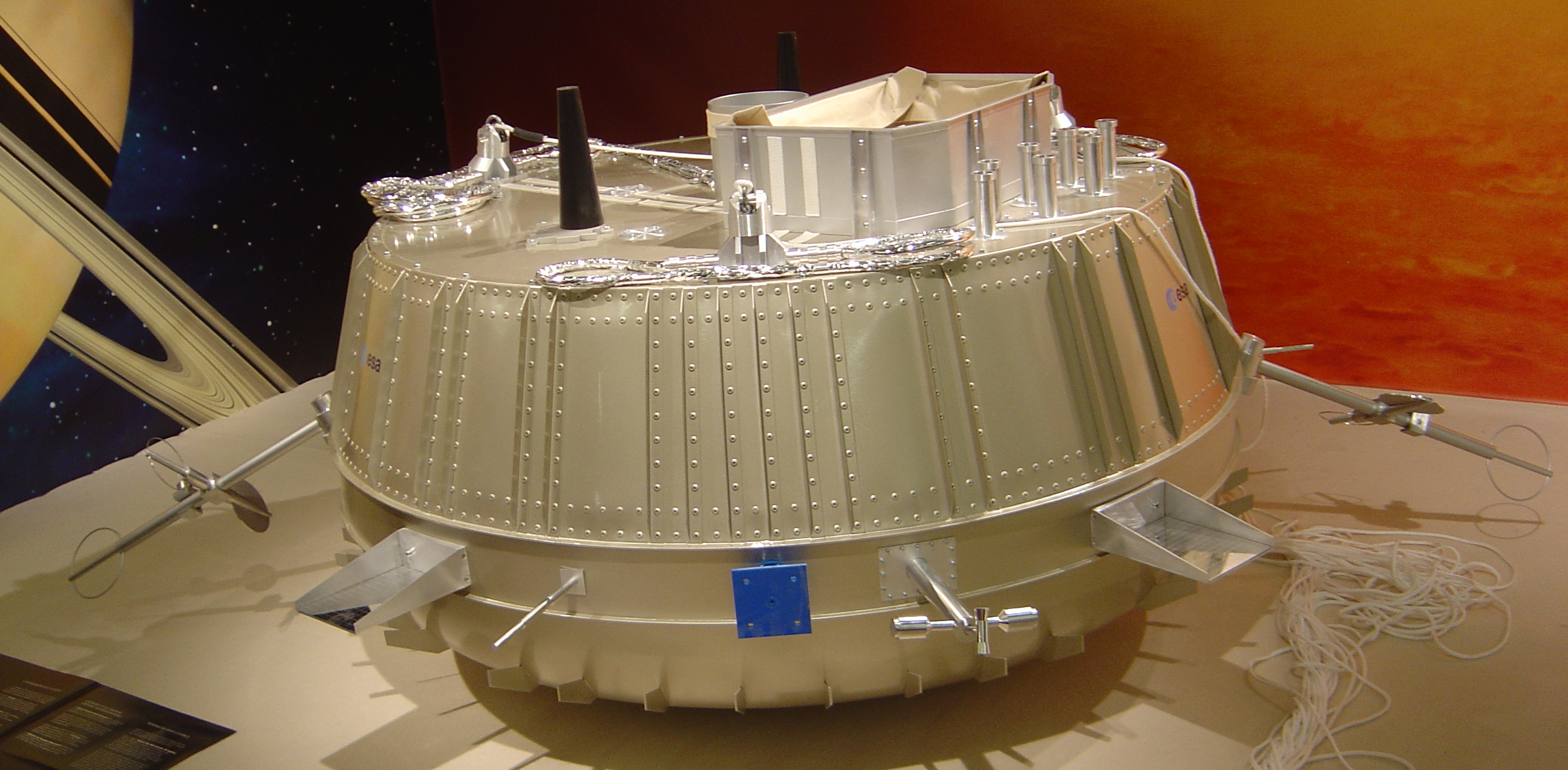
ホイヘンス・プローブ 初のタイタン着陸機
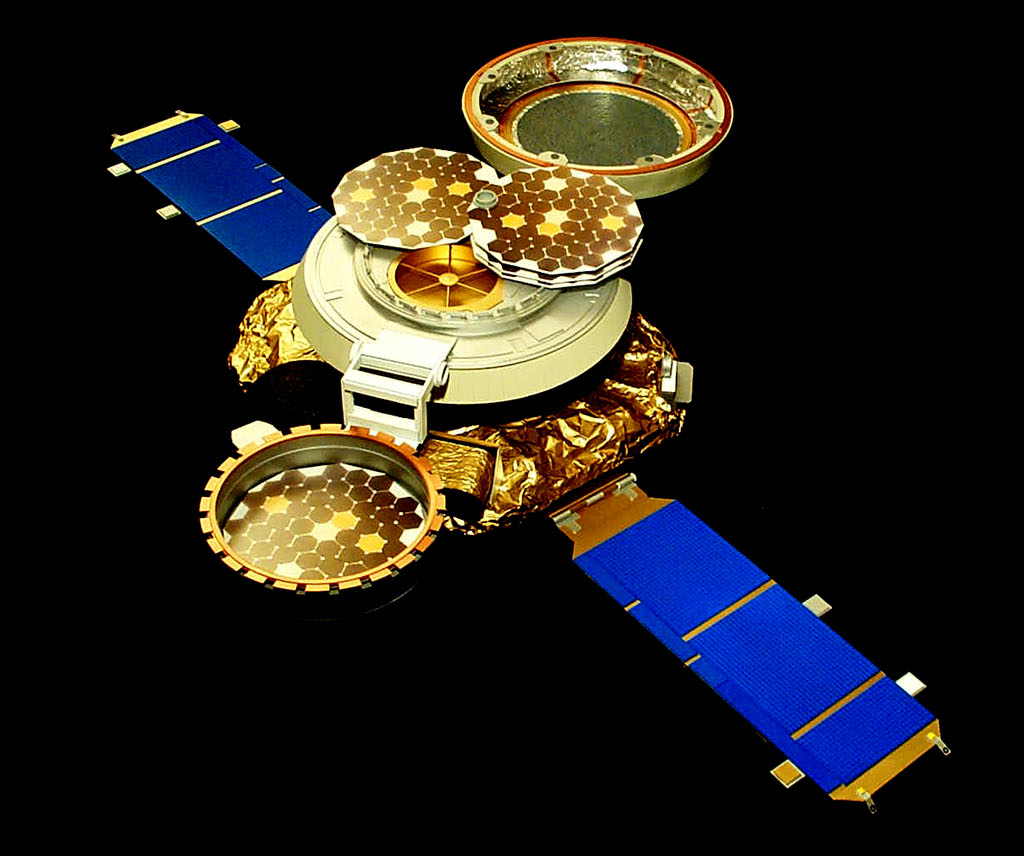
ジェネシス 初の太陽風サンプルリターン
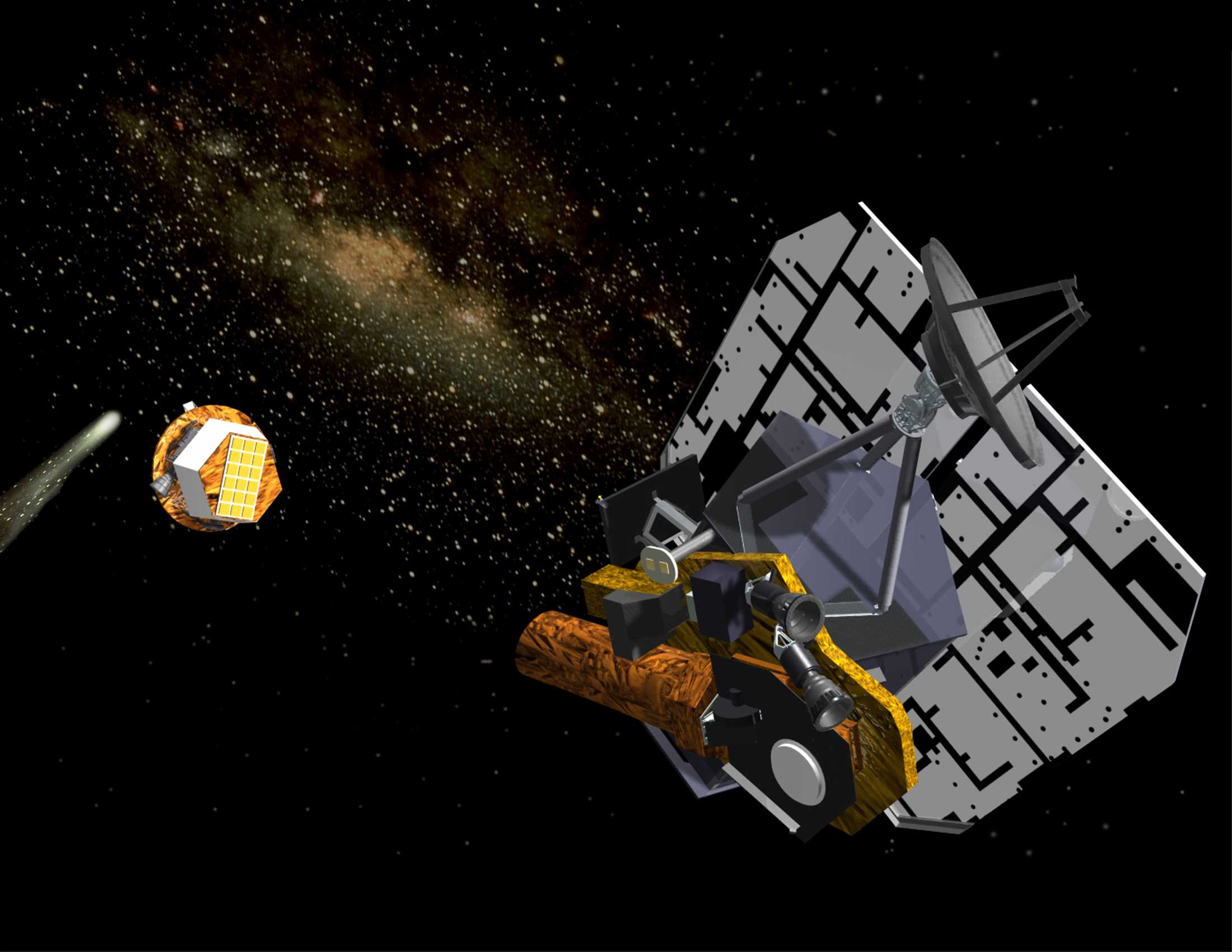
ディープ・インパクト 初の彗星衝突

- ガリレオ
初の小惑星近傍通過
初の小惑星の月を発見
初の木星周回衛星
初の木星大気圏突入機
- NEARシューメーカー
初の地球近傍天体の近傍通過
初の小惑星探査機
初の小惑星着陸
- マーズ・パスファインダー
初の成功した火星探査車
- カッシーニ
初の土星周回機
- ホイヘンス・プローブ
初のタイタン着陸機
- ジェネシス
初の太陽風サンプルリターン
- ディープ・インパクト
初の彗星衝突